# UC-18号潜艇
陛下之UC-18号艇是德意志帝国海军于第一次世界大战期间建造的其中一艘UC-II型近岸布雷潜艇或称U艇。它由汉堡的布洛姆与福斯船厂承建，于1916年3月4日新船下水，至同年8月15日交付使用。其全长49.35米，水面及水下排水量分别为417吨和493吨，艇载武器则包括三具鱼雷发射管、六具水雷滑射槽以及一门88毫米口径甲板炮。UC-18号入役后曾部署至驻比利时的佛兰德区舰队，并参与了大西洋潜艇战。通过其六次巡逻，共直接或间接击沉34艘协约国或中立国舰船，累计总吨位为34343吨。1917年2月19日，UC-18号在圣马洛对开的海峡群岛以西水域遭英国Q船奥利芙女士号击沉，艇内28名官兵全数阵亡。

## 设计
1915年秋天，由于中立国美国的干预，U艇战几乎陷入停顿，导致德国广泛开展《国际法》所允许的水雷战，从而使布雷潜艇的需求量相应增加。德意志帝国海军潜艇监察局（Inspektion des U-Bootwesens）的开发部门留意到了这一点，遂以UB-II型为基础，按照兼顾布雷效率和生产速度的要求，以41号工程的名义设计了UC-II型潜艇。为了弥补前型UC-I型的缺陷，UC-II型艇不仅更大，而且采用双轴推进系统。然而，与前型最主要的区别在于，UC-II型艇重新运用了双壳体结构。但它并非纯粹的双体潜艇，而是一种中间过渡型；因为外层没有封闭耐压壳体，而是作为鞍形水柜附在上方。
UC-18号是64艘UC-II型方案的其中一艘。这个亚型的艇体结构与UB-II型类似，但体积更大，全长为49.35米，并有3.06米的吃水深度；由于不再考虑铁路运输的装载限界，舷宽也得以增至5.22米。其水上和水下排水量分别为417吨和493吨。艇只采用两台猛狮六缸四冲程500匹公制馬力（370千瓦特）柴油机用于水面运行，以及两台460匹公制馬力（340千瓦特）的BBC电动发电机用于水下航行；水面最高航速11.6節（21.5每小時），水下7節（13每小時）；能够在水面以7節（13每小時）航速续航9,430海里（17,460），或以4節（7.4每小時）连续在水下航行55海里（102）而无需充电。其潜没需时约为35秒，能够在50米的深度下运作。
作为布雷潜艇，UC-18号改将六具布雷滑射槽安装在艇体前部，每具储存井内的水雷数量增至3枚，即合共18枚UC200型水雷。布雷时只需将存储井底部的盖板打开，水雷便可凭借自身重量滑入水中。随着滑射槽长度增加，艇体艏楼的上层建筑被抬高，上层建筑与司令塔之间的凹陷处布置了一门88毫米30倍径速射炮作为甲板炮。但由于位置相对较低，火炮甲板在恶劣海况下很容易被涌浪淹没。此外，UC-18号还装备有三具500毫米鱼雷发射管，这极大提升了潜艇的攻击能力。其中艇艏两具外置在两侧、艇艉一具则为内置式，并可搭载合共7枚G6型鱼雷。其标准船员编制为3名军官及23名水兵。

## 历史
UC-18号是汉堡布洛姆与福斯船厂承建的首批（UC-16至UC-24号）UC-II型潜艇的三号艇，由国家海军办公室于1915年8月29日订购，建造编号为268。它于1916年3月4日新船下水，至同年8月15日在前UB-12号艇长、海军中尉威廉·基尔的指挥下正式入役，随即展开海试。完成海试后，该艇独力启程前往比利时的泽布吕赫，至10月19日抵达并加入驻当地的佛兰德区舰队，成为海军佛兰德集团军的一份子。
在仅四个月的服役生涯中，UC-18号参与了大西洋潜艇战，足迹遍及英吉利海峡和比斯开湾周边水域。在六次巡逻期间，UC-18号合共击沉协约国或中立国的30艘商船、1艘军舰和3艘辅助军舰，累计总吨位为34343吨。其中，体积最大的遇袭者是容积总吨达9288吨的英国货轮密歇根湖号（Lake Michigan）；它于1916年11月15日从蒙特利尔驶往伦敦途中，在布雷斯特附近水域触雷受损，但并未沉没；遭UC-18号击沉的唯一一艘军舰则是排水量为432吨的英国皇家海军扫雷舰美少女号（HMS Fair Maid），它于1916年11月9日在距东十字沙洲浮标（East Cross Sands Buoy）西南约1海里（1.9）处触雷沉没，造成舰上5名官兵阵亡。
1917年2月16日，UC-18号启程前往比斯开湾执行第六次巡逻，从此再未归航。三天后，该艇在圣马洛对开的海峡群岛以西水域（49°15′N 02°34′W / 49.250°N 2.567°W）被协约国布设的防潜网缠住，被迫浮出水面。在附近巡逻的英国Q船奥利芙女士号（Lady Olive）遂赶来发动攻击，潜艇也施射鱼雷予以反击。最终，UC-18号遭炮火击沉，艇内28名官兵全数阵亡；奥利芙女士号也于09:30沉没，但其船员于次日由法国海军驱逐舰迪努瓦号救起。

## 袭击历史摘要
| 日期           | 船名            | 船籍         | 吨位 | 结局 |
| -------------- | --------------- | ------------ | ---- | ---- |
| 1916年11月3日  | 格伦普罗森号    | 英國皇家海軍 | 224  | 击沉 |
| 1916年11月5日  | 女歌者号        | 英國皇家海軍 | 302  | 击沉 |
| 1916年11月9日  | 美少女号        | 英國皇家海軍 | 432  | 击沉 |
| 1916年11月9日  | 马尔加号        | 英国         | 674  | 击沉 |
| 1916年11月10日 | H·m·w号         | 英国         | 93   | 击沉 |
| 1916年11月13日 | 里尔人号        | 法國         | 165  | 击沉 |
| 1916年11月15日 | 密歇根湖号      | 英国         | 9288 | 击伤 |
| 1916年11月16日 | 崔沃拉克号      | 英国         | 4199 | 击沉 |
| 1916年12月11日 | 英厄号          | 丹麦         | 786  | 击沉 |
| 1916年12月14日 | 格伦科号        | 英国         | 2560 | 击沉 |
| 1916年12月14日 | 莱卡号          | 葡萄牙       | 1911 | 击沉 |
| 1916年12月15日 | 北欧花楸号      | 挪威         | 1028 | 击沉 |
| 1916年12月17日 | 卡斯凯什号      | 葡萄牙       | 835  | 击沉 |
| 1916年12月17日 | 圣母无染原罪号  | 法國         | 246  | 击沉 |
| 1916年12月17日 | 普里马号        | 挪威         | 1233 | 击沉 |
| 1916年12月17日 | 普罗斯珀·莱昂号 | 法國         | 42   | 击沉 |
| 1916年12月17日 | 圣伊夫号        | 法國         | 325  | 击沉 |
| 1916年12月18日 | 堪萨斯人号      | 美国         | 7913 | 击伤 |
| 1916年12月22日 | 阿梅代号        | 法國         | 130  | 击沉 |
| 1916年12月22日 | 丹麦堡号        | 丹麦         | 2242 | 击沉 |
| 1916年12月22日 | 赫洛普塔蒂尔号  | 丹麦         | 1300 | 击沉 |
| 1917年1月12日  | 圣米歇尔号      | 法國         | 419  | 击沉 |
| 1917年1月13日  | 托夫特伍德号    | 英国         | 3082 | 击沉 |
| 1917年1月14日  | 马丁号          | 英国         | 1904 | 击沉 |
| 1917年1月15日  | 贝尔纳黛特号    | 法國         | 128  | 击沉 |
| 1917年1月15日  | 奥托号          | 挪威         | 401  | 击沉 |
| 1917年1月16日  | 坦皮科城号      | 挪威         | 1513 | 击沉 |
| 1917年1月17日  | 年轻的法国号    | 法國         | 126  | 击沉 |
| 1917年1月17日  | 巴列号          | 西班牙       | 2365 | 击沉 |
| 1917年1月18日  | 路易·约瑟夫号   | 法國         | 197  | 击沉 |
| 1917年1月18日  | 路易丝号        | 法國         | 101  | 击沉 |
| 1917年1月19日  | 卡拉姆堡号      | 丹麦         | 1785 | 击沉 |
| 1917年1月19日  | 帕拉伊巴号      | 乌拉圭       | 2606 | 击沉 |
| 1917年1月20日  | 福柏号          | 法國         | 3956 | 击伤 |
| 1917年1月22日  | 奥雷莉号        | 法國         | 89   | 击沉 |
| 1917年2月18日  | 内瑟顿号        | 英国         | 199  | 击沉 |
| 1917年2月19日  | 奥利芙女士号    | 英國皇家海軍 | 701  | 击沉 |

## 脚注
1. 1 2  Helgason, Guðmundur. . German and Austrian U-boats of World War I - Kaiserliche Marine - Uboat.net.   [2009-02-22].
2. ↑  Tarrant，第173頁.
3. 1 2 3  Gröner 1991，第31-32頁.
4. 1 2  Helgason, Guðmundur. . German and Austrian U-boats of World War I - Kaiserliche Marine - Uboat.net.   [2015-02-09].
5. ↑  陈进，第48頁.
6. ↑  陈进，第46頁.
7. ↑  Herzog，第139頁.
8. 1 2  NARS，第63頁.
9. 1 2  Helgason, Guðmundur. . German and Austrian U-boats of World War I - Kaiserliche Marine - Uboat.net.   [2015-02-09].
10. ↑  Helgason, Guðmundur. . German and Austrian U-boats of World War I - Kaiserliche Marine - Uboat.net.   [2022-08-03].
11. ↑  Helgason, Guðmundur. . German and Austrian U-boats of World War I - Kaiserliche Marine - Uboat.net.   [2022-08-03].
12. ↑  . Naval-History.Net.   [2022-08-03]. （原始内容存档于2022-01-24）.
13. ↑  Helgason, Guðmundur. . German and Austrian U-boats of World War I - Kaiserliche Marine - Uboat.net.   [2022-08-03].